# Збірна Узбекистану з хокею із шайбою
Збірна Узбекистану з хокею із шайбою  — національна чоловіча збірна команда Узбекистану, яка представляє країну на міжнародних змаганнях з хокею. Функціонування команди забезпечується Федерацією хокею Узбекистану.

## Історія

### Радянський період
На початку 70-х років XX століття в столиці Узбекистану Ташкенті була створена хокейна команда «Спартак», яка почала виступи у чемпіонаті СРСР з хокею. Саме ці гравці і представляли Узбецьку РСР у хокеї на зимовій Спартакіаді 1978 року. Саме там і відбувся дебют узбецької збірної.
Збірна брала участь у трьох зимових Спартакіадах, провела 7 матчів зі збірними союзних республік, здобула 2 перемоги, обидві над литовцями. Також у рамках Спартакіади команда зіграла 8 матчів з російськими командами, в усіх зазнала поразки, а у матчі зі збірною Москви найбільшої поразки (0:26).

### Період незалежності
Після розпаду СРСР припинив своє існування і хокей і лише на початку другого десятиліття XXI століття почалися спроби відтворення федерації та хокейних команд у столиці країни. У жовтні 2013 року була зареєстрована Федерація хокею Узбекистану.
В офіційних змаганнях узбецька збірна дебютувала у четвертому дивізіоні чемпіонату світу 2025 року, здобувши перемогу та підвищився до третього дивізіону.

## Виступи на чемпіонаті світу
- 2025 — 1 місце Дивізіон IV